# Holothuria forskali
Holothuria forskali (Delle Chiaje, 1823) è una specie del genere Holothuria della famiglia Holothuriidae.

## Habitat e distribuzione
Mar Mediterraneo e Oceano Atlantico orientale.

## Descrizione
Viene chiamato comunemente "Cetriolo di mare a punte bianche" per la somiglianza che presenta l'aspetto di questo animale con un cetriolo e per avere sempre la papille bianche (caratteristica che ha in comune con il congenere Holothuria poli).
Il corpo è cilindrico con alcuni elementi calcarei distribuiti in modo irregolare sul derma altrimenti molle. La bocca presenta tentacoli con funzioni meccaniche e sensorie. Questa specie si caratterizza per avere il corpo di colore nero o, meno di frequente, bruno-verde o giallo ma sempre con le papille di colore bianco. All'estremità delle papille c'è di norma un piccolo puntino nero. Di norma la parte ventrale dell'animale presenta sfumature gialle. Raggiunge 25 cm di lunghezza massima.
Quando si sente minacciata, emette dei lunghi filamenti appiccicosi di colore bianco o roseo detti Tubi di Cuvier che sono presenti in molte specie appartenenti a questa famiglia.

## Alimentazione
Si alimenta ingerendo enormi quantità di sabbia e fango dalle quali trae il nutrimento.

## Specie affini
Nel Mediterraneo vivono altre sei specie di Holothuria: Holothuria tubulosa, Holothuria helleri, Holothuria impatiens, Holothuria mammata, Holothuria poli, Holothuria sanctori.

## Collegamenti esterni

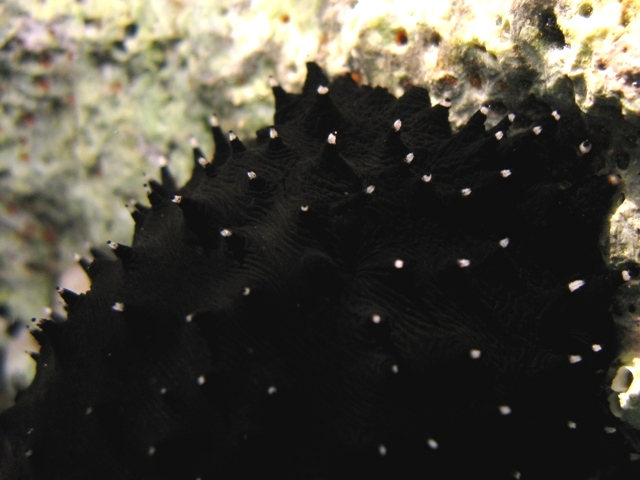
Dettaglio papille con apice bianco

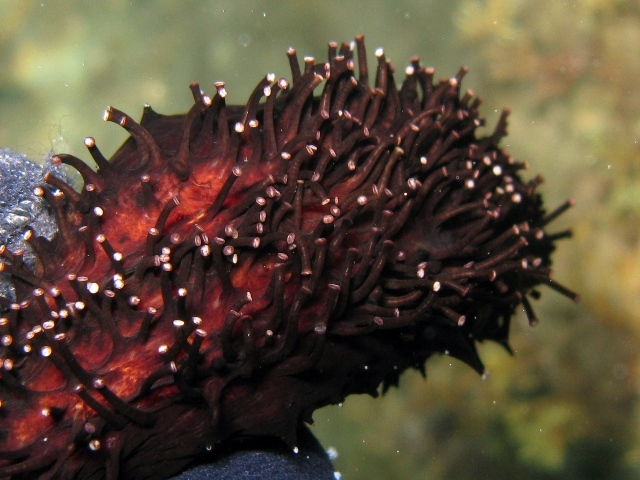
Dettaglio parte inferiore giallastra